# Dona Militana
Militana Salustino do Nascimento, mais conhecida como Dona Militana (São Gonçalo do Amarante, 19 de março de 1925 — São Gonçalo do Amarante, 19 de junho de 2010) foi uma cantora, contadora de histórias e romanceira brasileira. Reconhecida pelo Governo do Brasil como a maior romanceira de versos e histórias do país, recebeu a medalha de mérito cultural brasileiro.

## Biografia

### Infância
Nascida em 1925 em São Gonçalo do Amarante (Rio Grande do Norte), filha de Atanásio Salustino do Nascimento, um mestre do Fandango.
Quando criança, trabalhava com o pai na plantação de safras, além de tecer cestos. Durante o trabalho, recitava de memória canções sobre histórias de reinos medievais, algumas com mais de 700 anos de idade.

### Carreira
Na década de 1990, sua carreira a nível nacional  se iniciou através da divulgação do folclorista Deífilo Gurgel. Após isso, gravou um CD triplo intitulado Cantares, composto por 54 romances e lançado tanto em São Paulo como no Rio de Janeiro.
Dona Militana recebeu comentários positivos de críticos e jornalistas brasileiros pela beleza e peculiaridade de sua voz. Em setembro de 2005, recebeu do presidente Luiz Inácio Lula da Silva a Comenda Máxima da Cultura Popular (ou Ordem do Mérito Cultural), em Brasília.

### Morte
No dia 10 de junho de 2010, a cantora sentiu-se mal e foi levada a um hospital, onde ficou internada por dois dias. Após uma breve melhora no quadro, ela recebeu alta médica. Sem voz e alimentando-se via sonda gástrica, iniciou um tratamento domiciliar aos cuidados dos filhos.
Morreu em sua casa no dia 19 de junho de 2010, aos 85 anos. Ela foi velada em casa e no Teatro Municipal Prefeito Poti Cavalcante, e foi sepultada no cemitério público da cidade.[carece de fontes?]